# 高峻
高 峻（こう しゅん、生没年不詳）は、中国の新代から後漢時代初期にかけての武将。

## 事跡

### 漢への帰順
| 姓名         | 高峻             |
| 時代         | 新代 - 後漢時代  |
| 生没年       | 〔不詳〕         |
| 字・別号     | 〔不詳〕         |
| 出身地       | 〔不詳〕         |
| 職官         | 通路将軍〔後漢〕 |
| 爵位・号等   | 関内侯〔後漢〕   |
| 陣営・所属等 | 隗囂→光武帝      |
| 家族・一族   | 〔不詳〕         |

隴右に割拠した新末後漢初の群雄の一人の隗囂に仕えた武将である。万単位の軍勢を率いて第一城（安定郡高平県）に拠っていた。
建武7年（31年）、隗囂が漢に叛くと、高峻は朝那（安定郡）で漢将王常と交戦したが、敗北した。その後、降伏を促す光武帝の詔書を馬援から受け取ると、高峻は漢に降伏し、これにより、漢軍は河西方面への道が開ける。高峻は、中郎将来歙を通して、通路将軍に任命され、関内侯に封じられた。

### 再度の裏切り
建武8年（32年）、高峻は大司馬呉漢の軍に従属して、隗囂を冀県（天水郡）に包囲した。しかし、呉漢の軍は兵糧の欠乏により退却したため、高峻は漢に叛いて隗囂の下へ帰参し、隴坻（天水郡隴県）を守備した。
建武9年（33年）に隗囂が病没しても、高峻は誅殺を恐れて漢に再び降ろうとせず、旧本拠地の第一城を守備する。建威大将軍耿弇が、太中大夫竇士（竇融の従弟）・武威太守梁統らを率いて高峻を攻撃したが、1年かかっても下すことができなかった。
建武10年（34年）8月、光武帝は汧（右扶風）へ親征したが、やはり高峻は下らず、寇恂を第一城に派遣し、高峻に降伏を促す璽書を届ける。その応答として、高峻は軍師の皇甫文を光武帝の下に派遣したが、皇甫文の言辞・礼儀は不屈であった。これに怒った寇恂は、周囲の諫止も聞かずに皇甫文を斬り、その侍従に「軍師は無礼により処刑した。降りたければ急いで降れ。それを望まないならば、守りを固めよ」との言を高峻に伝えさせる。智嚢である皇甫文を喪って恐れおののいた高峻は、直ちに城門を開いて降伏し、寇恂により洛陽に連行された。
以後、高峻の名は史書に現れず、どのように処分されたかは不明である。